# Hebeband

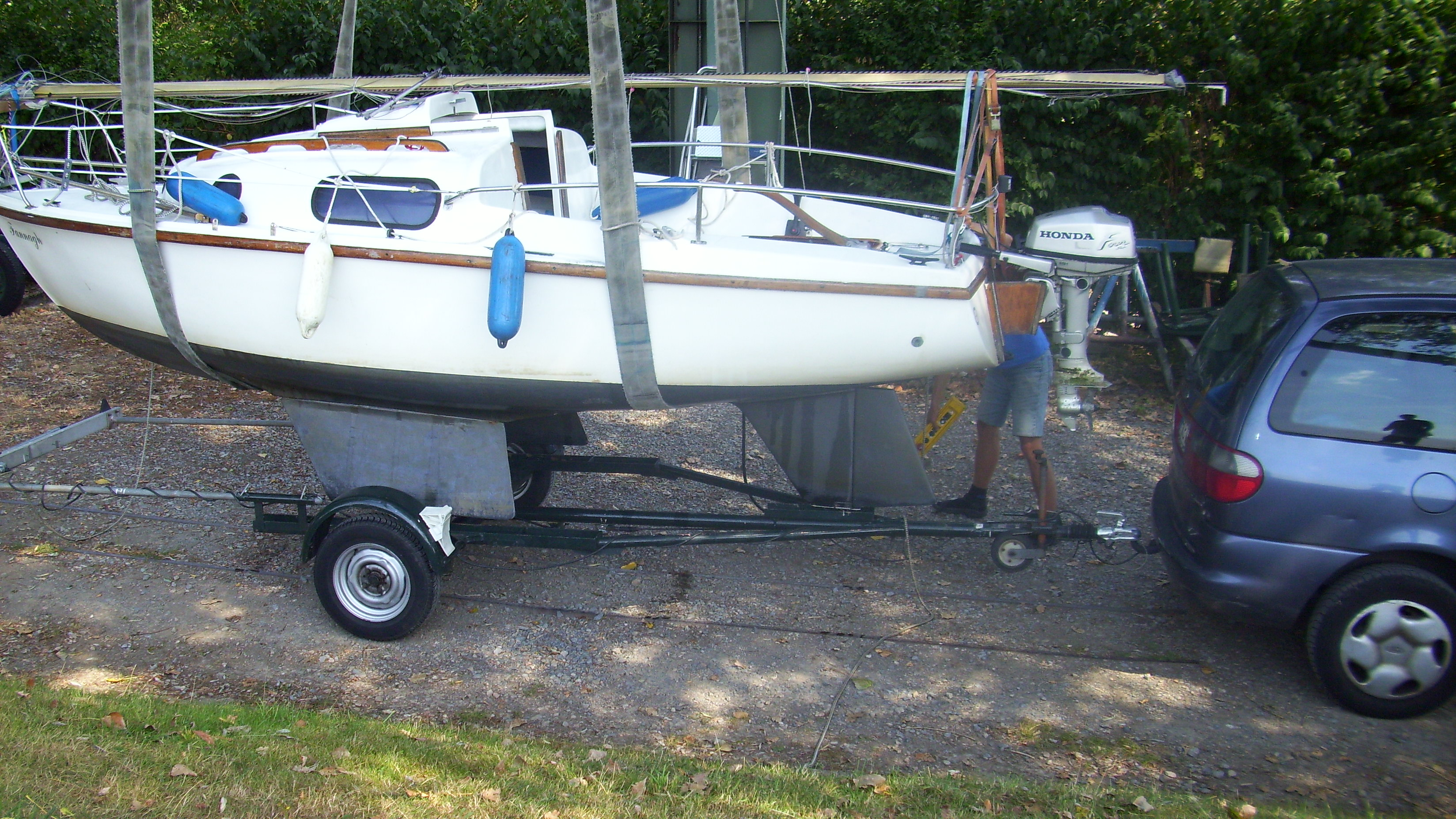
Eine Segelyacht des Typs Leisure 17 wird mit Hilfe von zwei Hebebändern auf einen Trailer gehoben

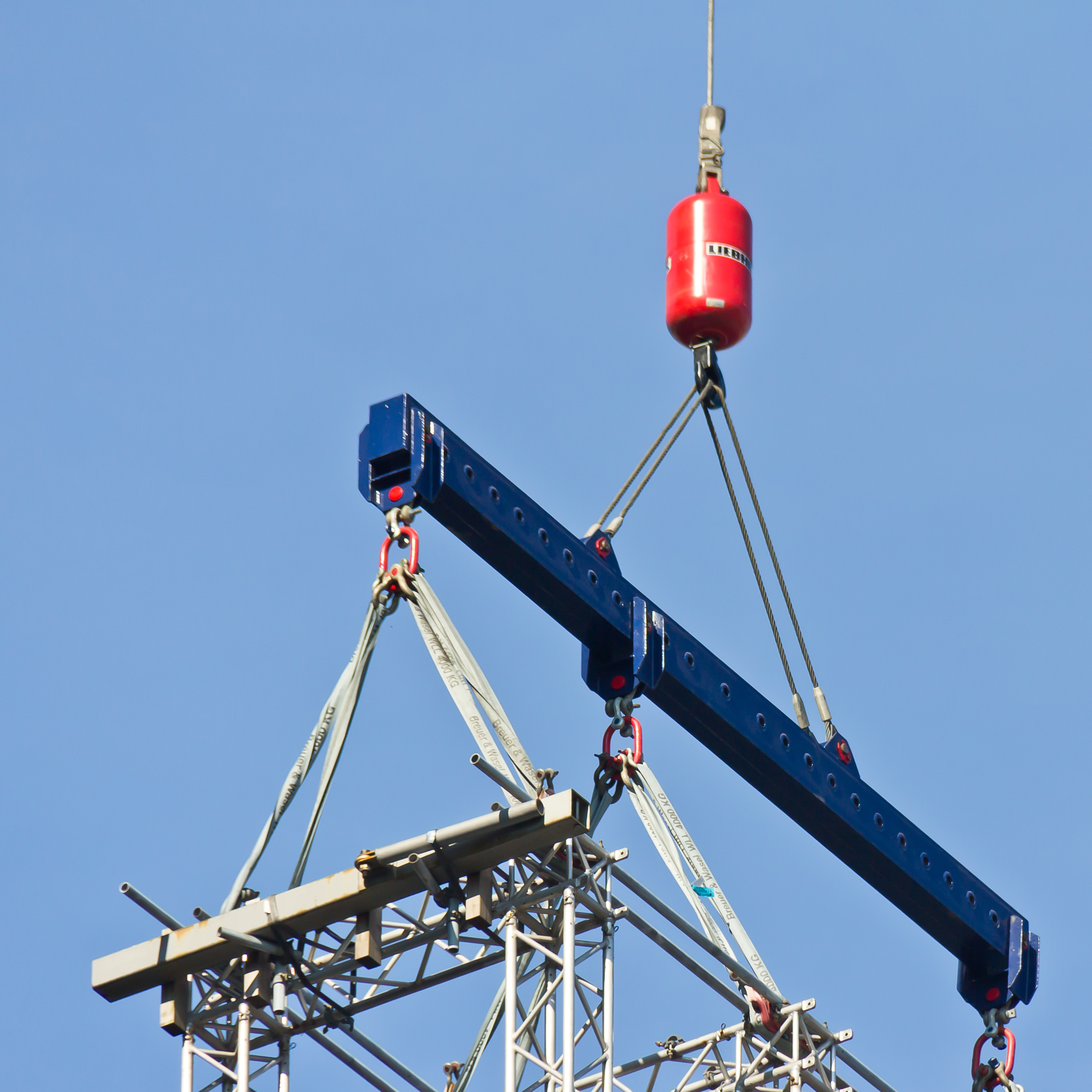
Mit Hilfe einer Traverse als Lastaufnahmemittel und Hebebändern als textiles Anschlagmittel (Nenntragfähigkeit (WLL) 4000 kg, Farbcodierung grau) ist ein Gerüstteil an einem Kranwagen angeschlagen

Ein Hebeband ist ein textiles Anschlagmittel mit einer Nenntragfähigkeit von bis zu 20 Tonnen. Sie bestehen aus flachgewebten Gurtbändern, die an jedem Ende zu einer Schlaufe umgelegt und vernäht werden. Die Schlaufe kann durch ein Kausch verstärkt oder durch ein anderes metallenes Beschlagteil ersetzt werden.
Kreisförmig zusammengelegte und vernähte Hebebänder werden als Rundschlinge bezeichnet.
Hebebänder können mit Secutex-Schutzschläuchen oder mit einer Secutex-Festbeschichtung aus Polyurethan versehen sein. Das „Gelege“ besteht aus hochfestem, licht- und wärmestabilisiertem PES-Multifilament.

## Material
Textile Anschlagmittel müssen aus hochfesten Multifilamentgarnen gefertigt sein, aus Polyester (PES), Polyamid (PA) oder Polypropylen (PP).
Extreme Temperaturen oder aggressive Substanzen – wie Säuren und Laugen – können Textilbänder beschädigen oder deren Haltbarkeit verringern. Scharfe Kanten oder solche mit kleinem Radius beschädigen die textilen Hebeschlingen oder mindern die zulässige Arbeitslast (Working Load Limit; WLL).

## Tragfähigkeit

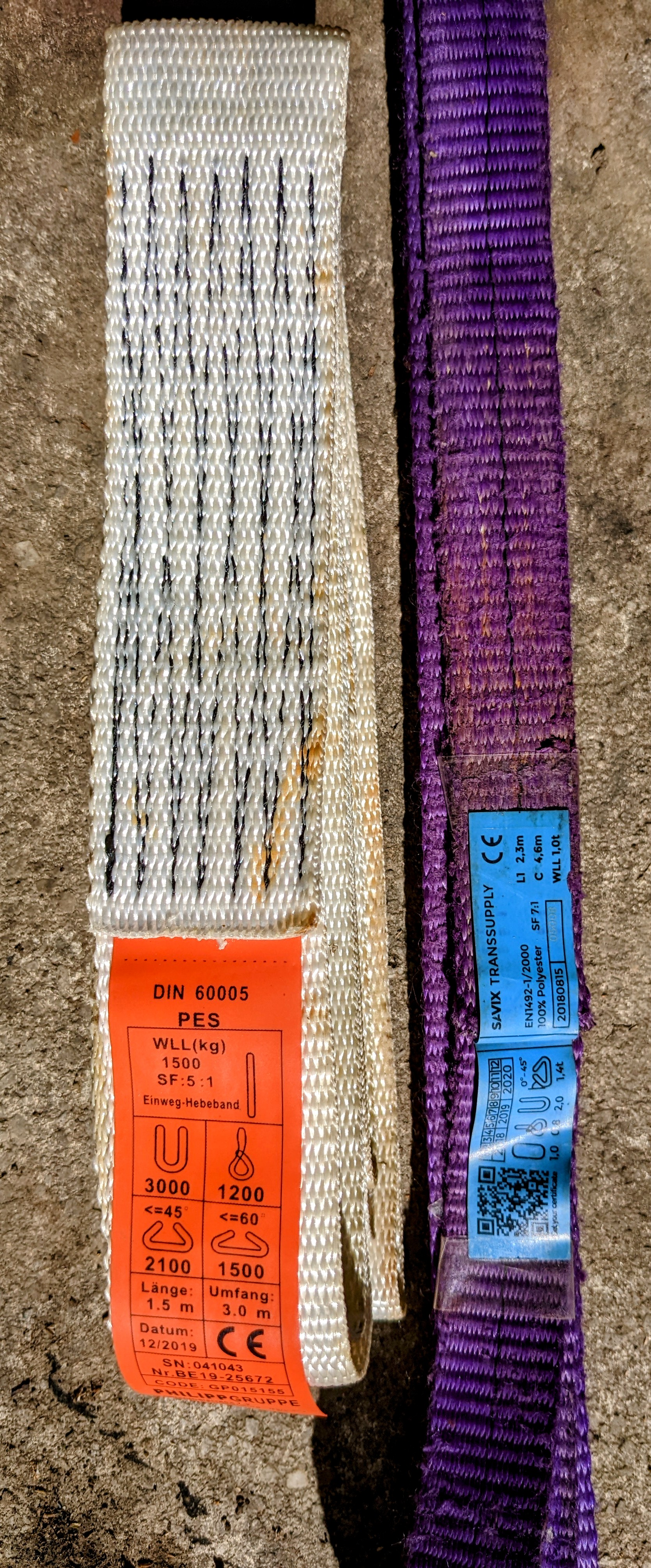
Etiketten mit Angaben

Alle zugelassenen Hebebänder besitzen ein Etikett, auf dem die Tragfähigkeiten abhängig von der Anschlagsart und Einsatzmöglichkeiten angegeben werden.
Manche Hersteller verwenden zusätzlich einen Farbcode, um die zulässige Traglast von Hebebändern und Rundschlingen zu kennzeichnen.
Die Farbcodierung der Bänder nach EN 1492-2 gibt die Nenntragfähigkeit (WLL) im geraden (vertikalen) Zug an. Die tatsächliche Tragfähigkeit hängt von der Anschlagart ab.

## Normen und Vorschriften

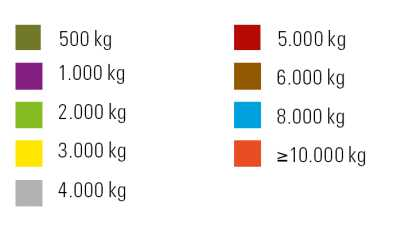
Nennwert nach EN 1492-2

In Deutschland müssen zusätzlich zum europäischen Recht einige weitere Regelungen für das Heben von Lasten beachtet werden. Grundsätzlich gelten die folgenden Bestimmungen für textile Anschlagmittel:
In Europa:
- Maschinenrichtlinie 2006/42/EG
- EN 1492-1[2]
- EN 1492-2[3]

In Deutschland zusätzlich
- Betriebssicherheitsverordnung
- BGR 500 Kap. 2.8
- ZH 1/324
- Werksnormen